# Liberdade, Liberdade
Liberdade, Liberdade (en español: La Dama de la Libertad) es una telenovela brasileña producida y exhibida por TV Globo entre 11 de abril y 4 de agosto de 2016. Fue la 6ª "novela de las once" exhibida por la emisora. 
Escrita por Mário Teixeira, con la colaboración de Sérgio Marques y Tarcísio Lara Puiati, basado en el argumento de Márcia Prates, libremente inspirada en el libro Joaquina, Hija del Tiradentes, de Maria José de Queiroz; cuenta con dirección de André Cámara, João Paulo Jabur, Pedro Brenelli, Bruno Safadi y Vinícius Coimbra, también director artístico.
Contó con Andreia Horta, Bruno Ferrari, Dalton Vigh, Lília Cabral, Zezé Polessa, Ricardo Pereira, Caio Blat, Yanna Lavigne, Maitê Proença, Rômulo Estrela, Sheron Menezzes, Vitor Thiré, Joana Solnado, Juliana Carneiro da Cunha, Marco Ricca, Nathalia Dill y Mateus Solano en los papeles principales.

## Trama
En la ciudad de Vila Rica, cuenta la historia de la hija de Tiradentes (Thiago Lacerda), Joaquina (Andreia Horta) que después de ver la muerte de su padre en la forca, conoce Raposo (Dalton Vigh) un minero simple. Los dos viajan para Portugal. Allá ella es adoptada por él, que junto con su nueva familia formado por: André (Caio Blat) y Bertoleza (Sheron Menezzes), vuelven para Vila Rica.
Ya con nombre diferente Joaquina ahora Rosa queda espantada con tanta pobreza en Vila Rica. Ella conoce el intendente Rubião (Mateus Solano), un hombre ambicioso y determinado por el poder. Él hace de todo para haber lo si amor
Rosa conoce Virgínia (Lília Cabral) amiga de su padre, dueña de un cabaré. ellas tan amigas Virgínia revela que es una revolucionaria, espantada Rosa le gustó saber, pues con la revolución en Vila Rica las personas negras o pobres serían libres.

## Elenco
| Actor/Actriz              | Personaje                                            |
| ------------------------- | ---------------------------------------------------- |
| Andreia Horta             | Joaquina de Silva Xavier / Rosa Raposo Viegas Rubião |
| Mateus Solano             | José Maria Rubião                                    |
| Bruno Ferrari             | Xavier Almeida                                       |
| Nathalia Dill             | Blanca Farto Almeida                                 |
| Lília Cabral              | Virgínia                                             |
| Dalton Vigh               | Antônio Raposo Viegas (Raposo)                       |
| Maitê Proença             | Dionísia Raposo Viegas Manttini (Doña Dionísa)       |
| Marco Ricca               | Manoel Henriques (Mano de Guante)                    |
| Zezé Polessa              | Ascenso Tereza de Lajedo                             |
| Juliana Carneiro da Cunha | Alexandra Farto Maquet                               |
| Caio Blat                 | André Conejo Raposo Viegas                           |
| Ricardo Pereira           | Coronel Tolentino Ramos                              |
| Yanna Lavigne             | Mirtes Aparecida de la Anunciação (Mimi)             |
| Sheron Menezzes           | Bertoleza Raposo Viegas                              |
| Vitor Thiré               | Ventura Rubião                                       |
| Rômulo Estrela            | Gaspar                                               |
| Joana Solnado             | Anita Pedrosa                                        |
| Jairo Mattos              | Caldeira de Souza Prestes                            |
| Letícia Isnard            | Simoa Solnado de Souza Prestes                       |
| Marcos Oliveira           | Dimas Tenório / falso Padre Vizeu                    |
| Hanna Romanazzi           | Gironda de Silva                                     |
| Yasmin Gomlevsky          | Vidinha                                              |
| Gabriel Braga Nunes       | Duque de Ega                                         |
| Bukassa Kabengele         | Omar Ferreira, Marquês de Elba                       |
| Dani Ornellas             | Jacinta Ferreira, Marquesa de Elba                   |
| Mariana Nunes             | Blandina Silveira                                    |
| Genézio de Barros         | Diogo Farto                                          |
| Chris Couto               | Lucía Farto                                          |
| Mário Borges              | Matias Almeida                                       |
| Rita Clemente             | Brites Almeida                                       |
| Bruce Gomlevsky           | Malveiro                                             |
| Olívia Araújo             | Celeste                                              |
| Nikolas Antunes           | Simão Solnado                                        |
| Heloísa Jorge             | Luanda de Santos                                     |
| Aramis Trindade           | Euládio                                              |
| Gabriel Palhares          | Caju                                                 |
| Ramón Gonçalves           | Guilhermo                                            |
| Ju Colombo                | Esméria                                              |
| David Junior              | Saviano                                              |
| Jacque Moura              | Erondina                                             |
| Ananda Ismail             | Rosaura                                              |

### Participaciones especiales
| Actor/Actriz      | Personaje                                 |
| ----------------- | ----------------------------------------- |
| Mel Maia          | Joaquina de Silva Xavier (niña)           |
| Thiago Lacerda    | Joaquim José de Silva Xavier (Tiradentes) |
| Letícia Sabatella | Antônia Maria del Espíritu Santo          |
| Lu Grimaldi       | D. María I de Portugal                    |
| Beto Vandesteen   | D. João, Príncipe Regente de Portugal     |
| Gabriel Chadan    | José Joaquim Maia y Barbalho              |
| Dudu Varello      | Fuligem                                   |
| Edson Bonnadil    | Pedro                                     |
| Lucy Ramos        | Malena                                    |
| Jackson Antunes   | Terenciano Manttini                       |
| Paula Cohen       | Feitora                                   |
| Susana Ribeiro    | D. Carlota Joaquina, Princesa de Brasil   |
| Luan Vieira       | Otto                                      |
| Yashar Zambuzzi   | José Caetano César Manitti                |
| Xando Gracia      | Visconde de Barbacena                     |
| Rogério Freitas   | Padre Vizeu                               |
| Ricardo Dantas    | Silvério de los Reyes                     |
| Rico Gonçalves    | Domingos de Abreu Vieira                  |
| Saulo Rodrigues   | Bartolo                                   |
| Júlio Levy        | Taveira                                   |
| Jorge Emil        | Tomás Antônio Gonzaga                     |
| Bruno Nogueira    | D. João, Príncipe de Brasil (joven)       |

### Galería

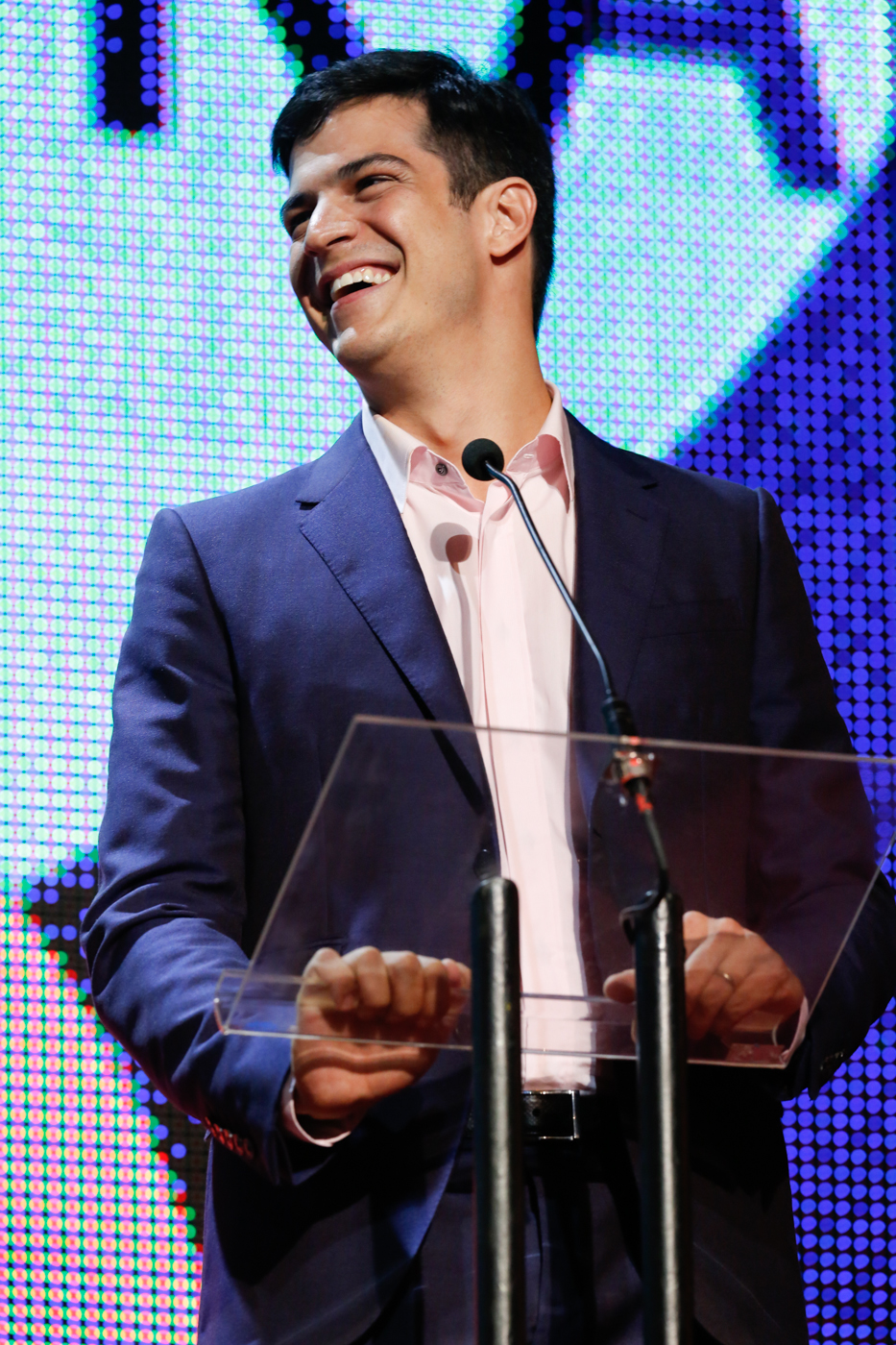
Mateus Solano Rubião
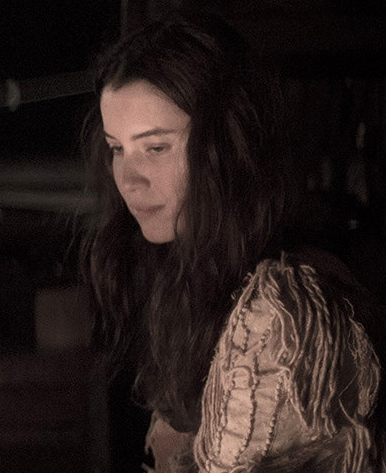
Nathalia Dill Branca
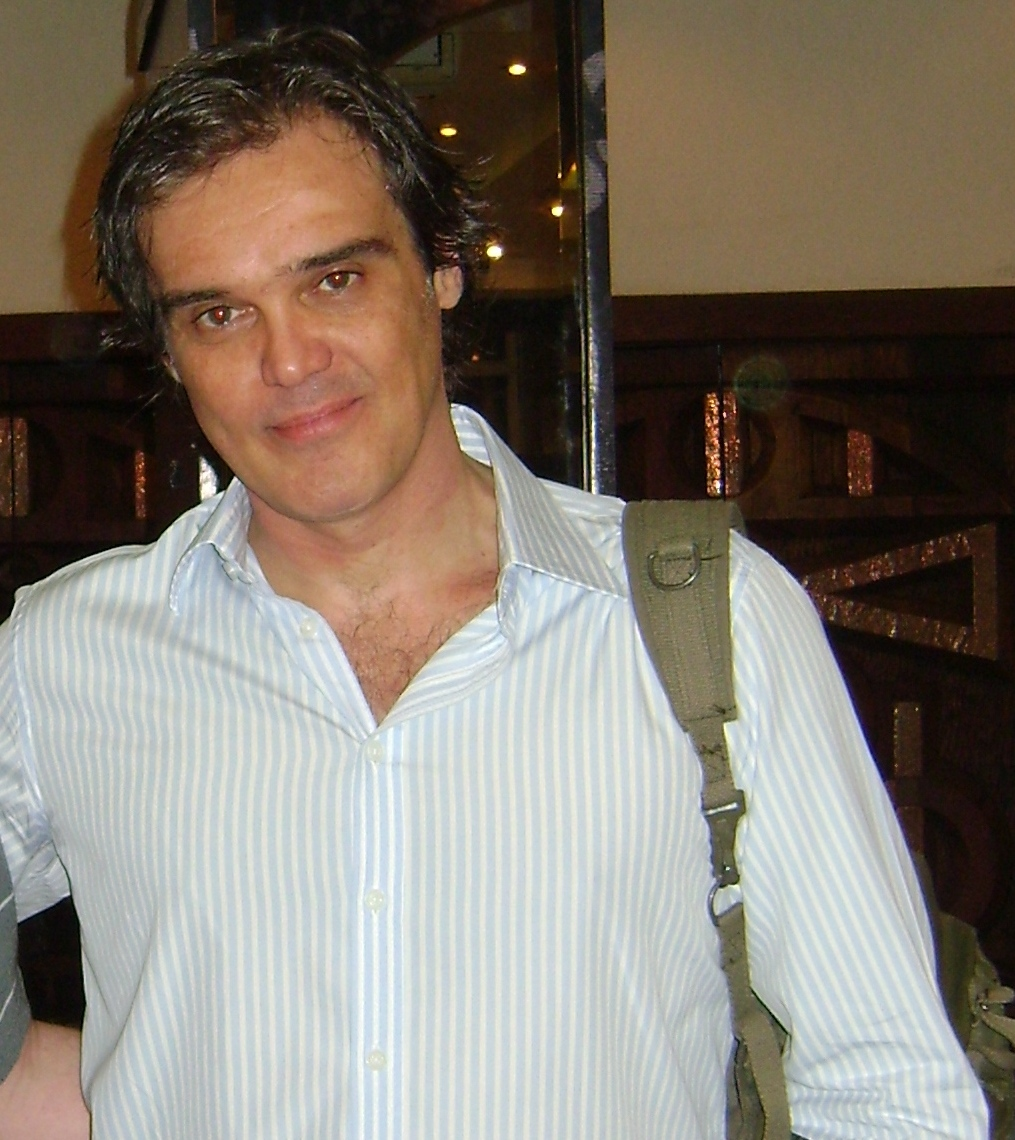
Dalton Vigh Raposo
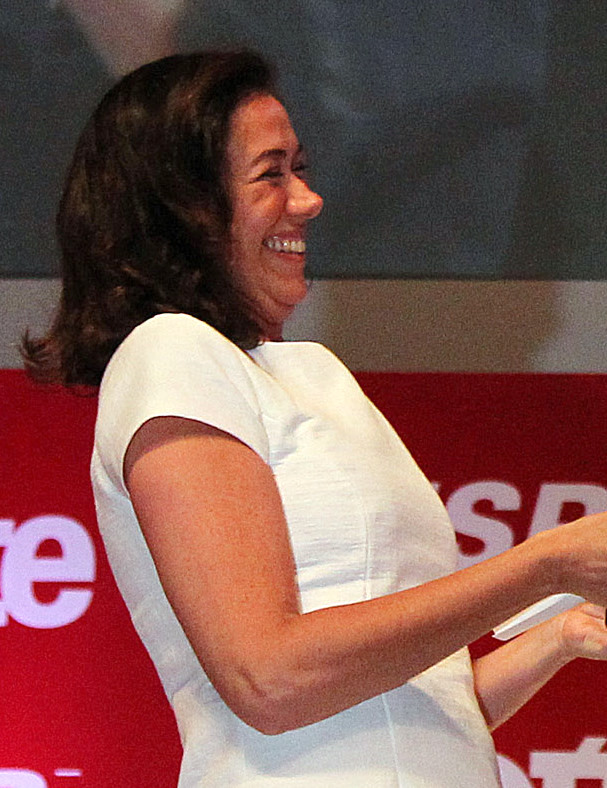
Lília Cabral Virgínia
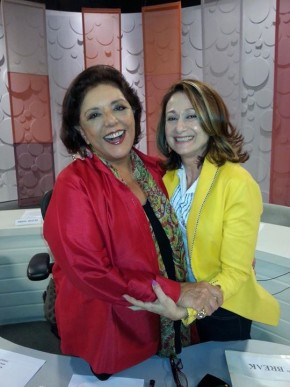
Zezé Polessa Ascensão
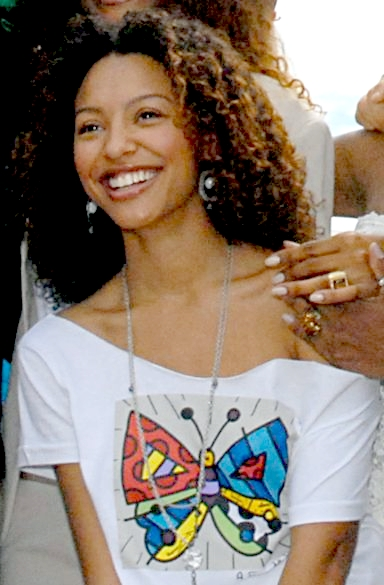
Sheron Menezzes Bertoleza
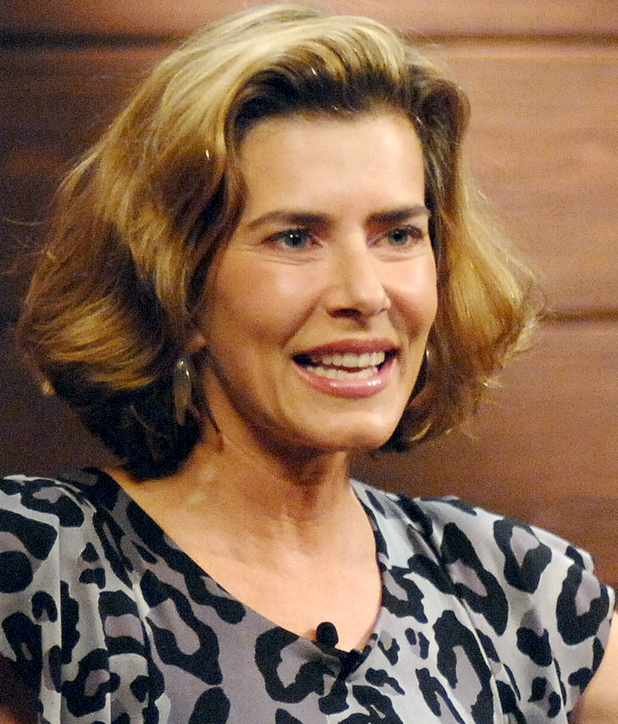
Maitê Proença Dionísia
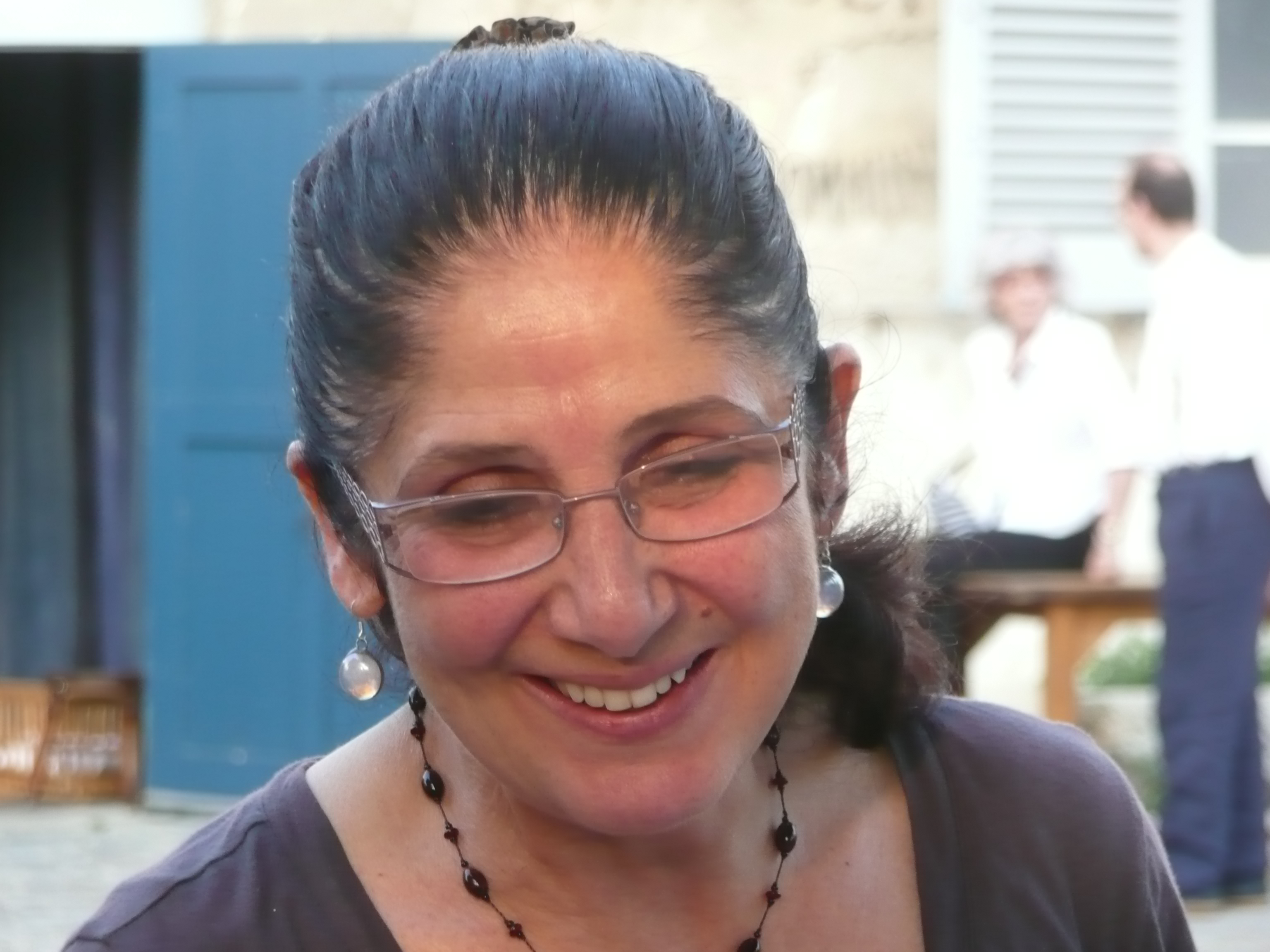
Juliana Carneiro da Cunha Alexandra
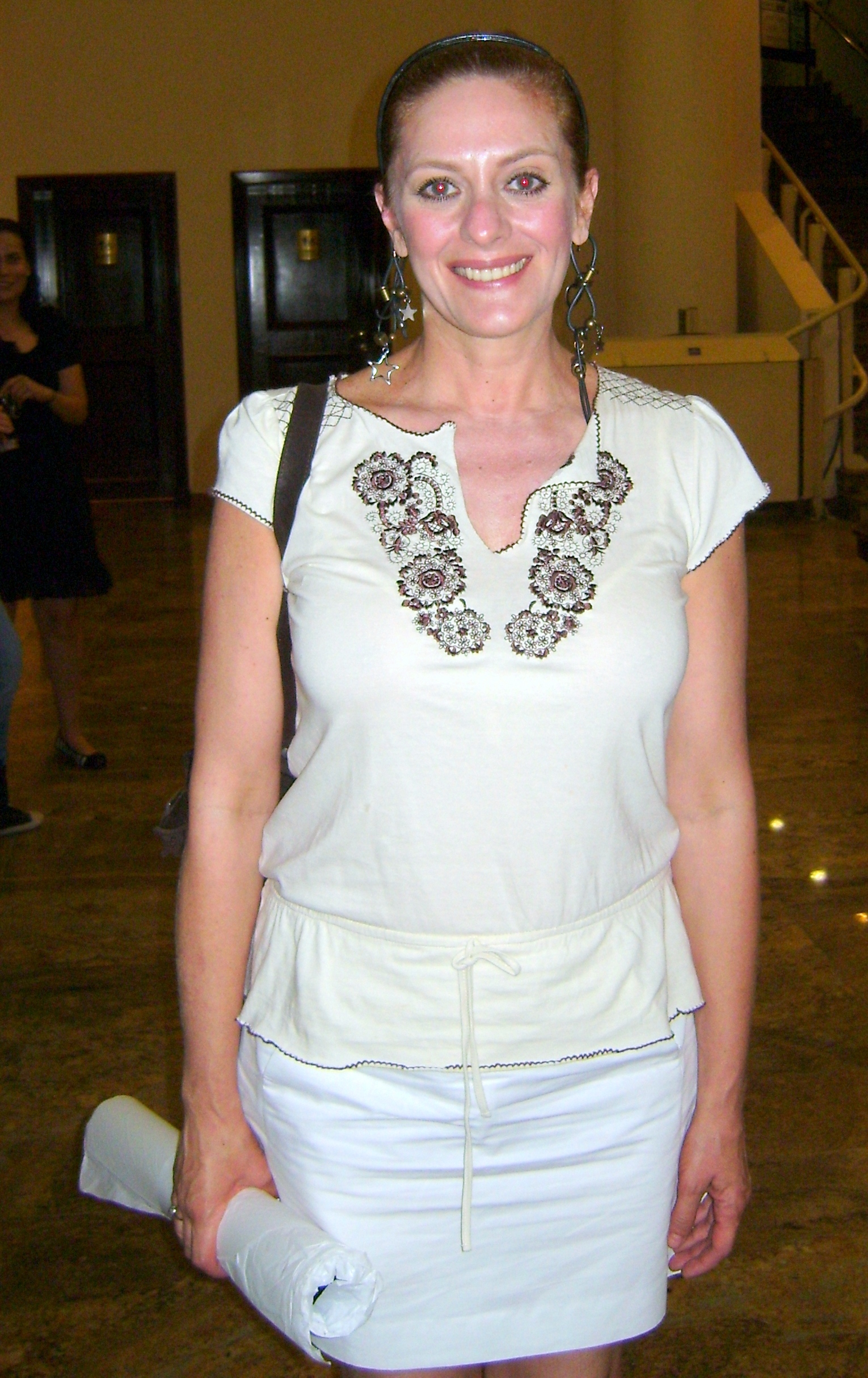
Chris Couto Luzia
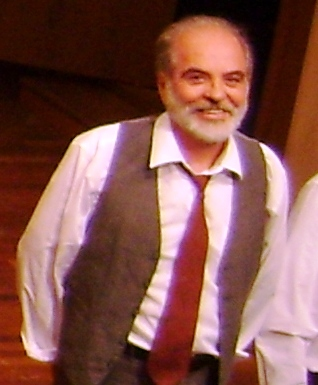
Genézio de Barros Diogo
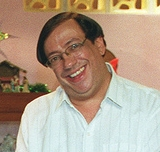
Marcos Oliveira Padre Vizeu
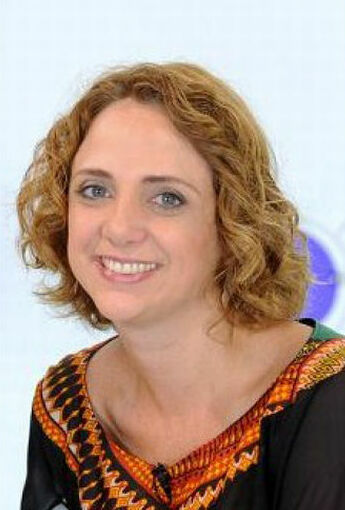
Letícia Isnard Simoa
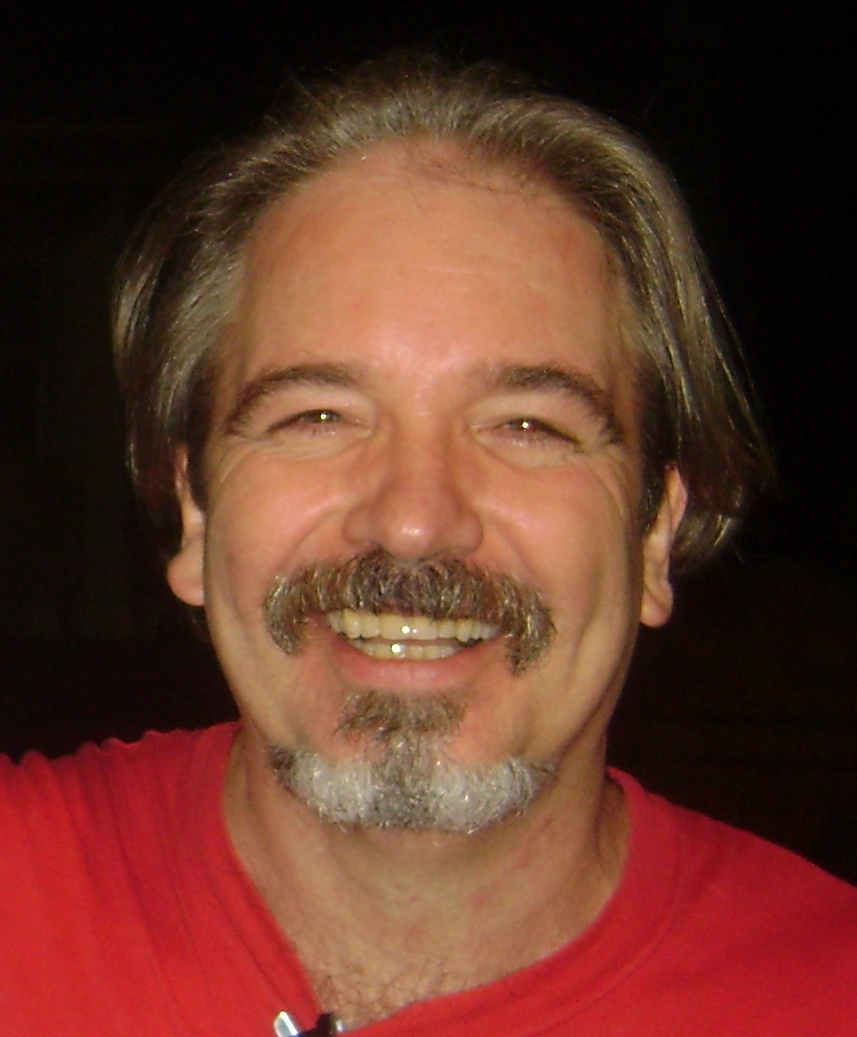
Jairo Mattos Caldeira
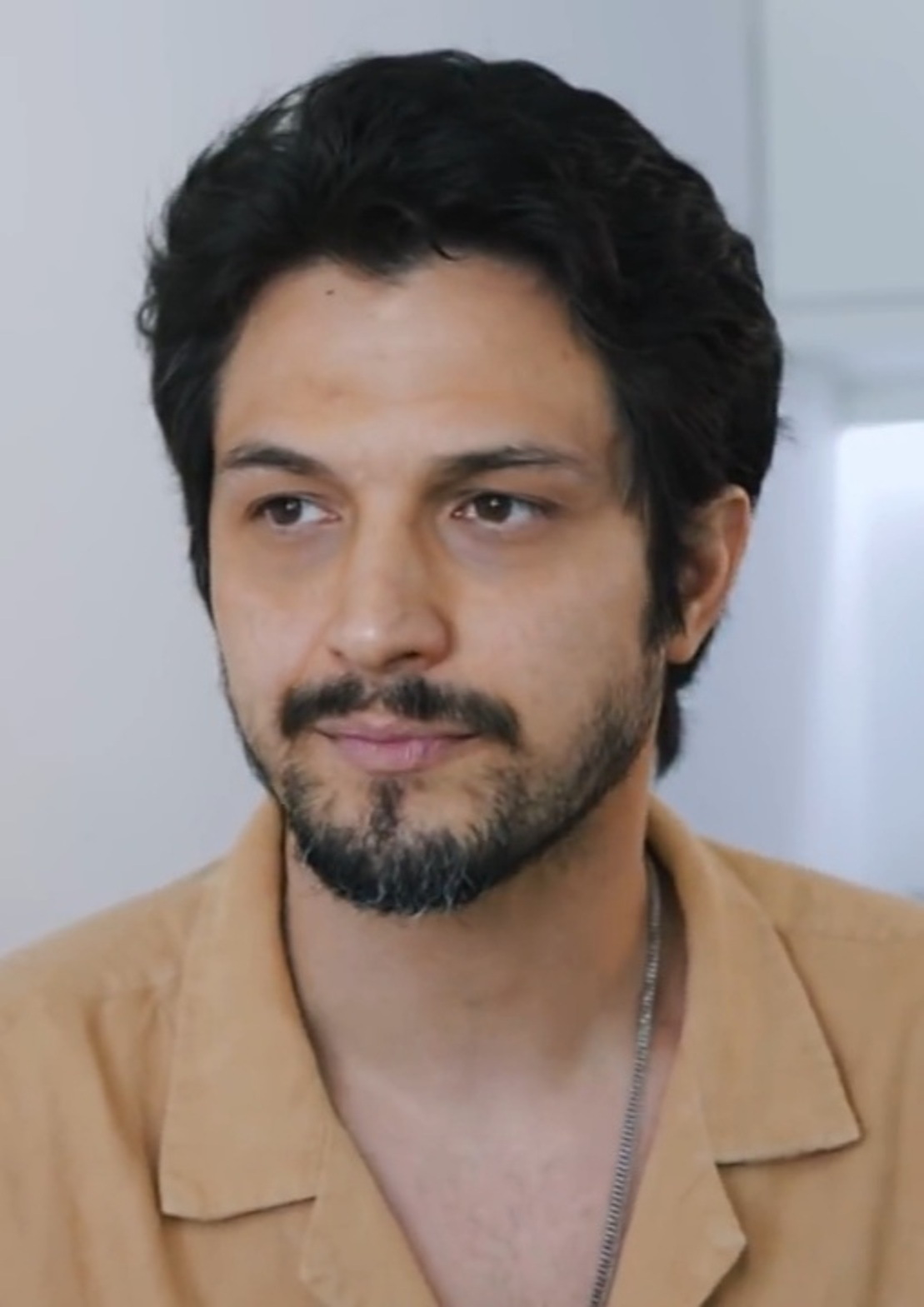
Rômulo Estrela Gaspar
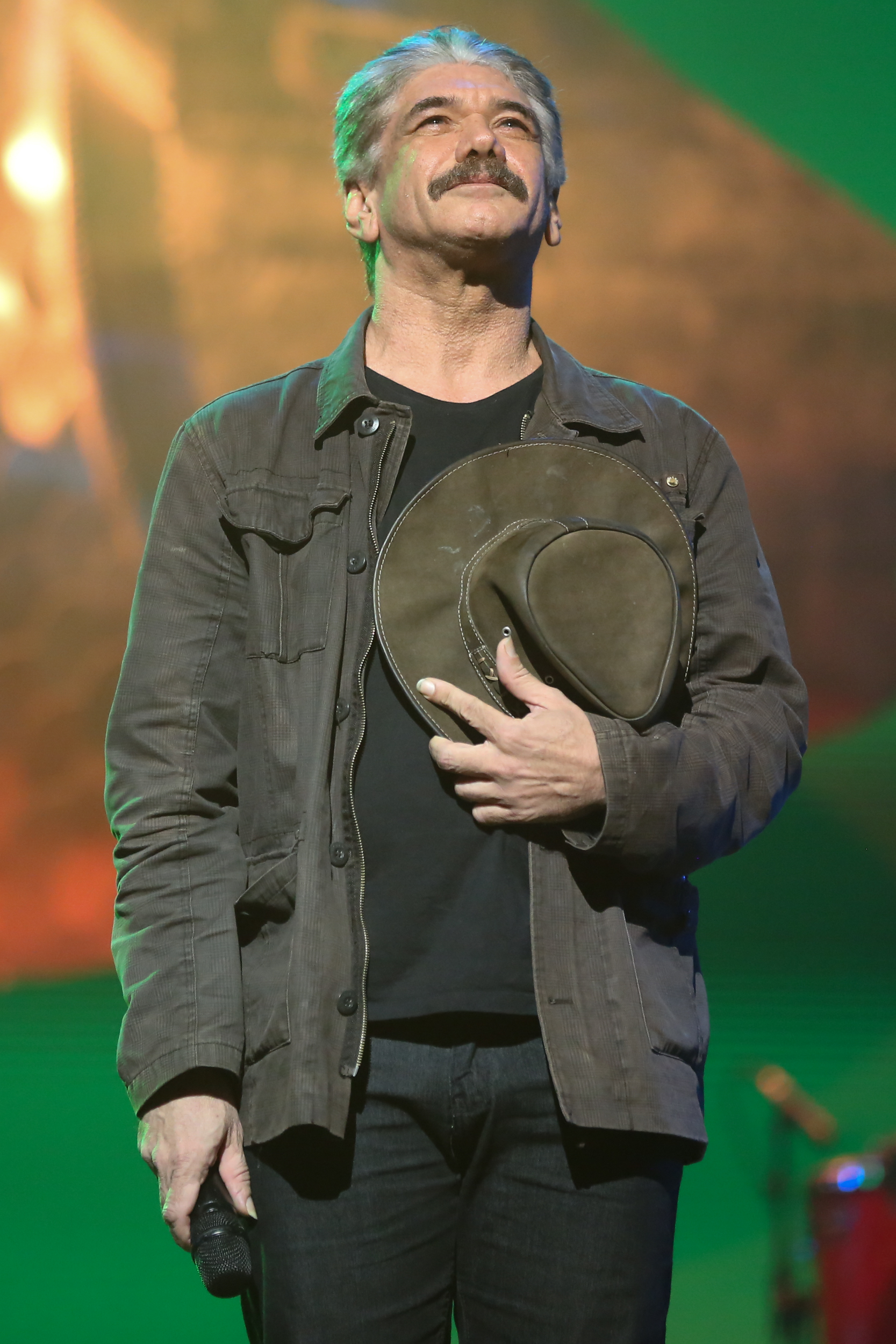
Jackson Antunes Terenciano
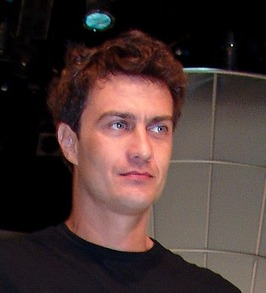
Gabriel Braga Nunes Duque de Ega

## Controversia
Escena de sexo gay
Libertad, Libertad fue responsable por exhibir la primera escena de relación sexual entre homosexuales de la teledramaturgia brasileña. La escena fue exhibida el día 12 de julio de 2016, en una actuación de los personajes de Caio Blat y Ricardo Pereira, dejando de lado las normas de la sociedad de la época donde presenciam (siglo XIX). Los productores de la novela discutían al respeto de la intolerancia entre los negros, las mujeres y religiones de matriz africana, y resaltaron: “En aquella época, la sodomia era considerada crimen, con enforcamento. No era ni prejuicio, porque el concepto de homosexualidad ni existía, era tratado como acto inatural, como pecado.” Sin embargo, una semana antes del capítulo ser exhibido, protestas de entidades religiosas comenzaron a circular en internet. Una fanpage católica del Facebook promovió boicot a la Red Globo, divulgando un alerta, afirmando que el día de exhibición del capítulo “el demonio actuará, por medio de esta emisora, que transmitirá escenas de sexo gay en una de sus novelas! Usted, católico, no puede servir a dos señores”. Antes de la escena ir al aire la Bancada Evangélica, de la Cámara de los Diputados, condenó haciendo una campaña contra la exhibición de la escena, llevando algunos evangélicos a hacer marcha contra la escena.

## Audiencia
Libertad, Libertad registró 27 puntos en su capítulo de estrena, según datos del Kantar IBOPE Medía aferidos en São Paulo. Cerró con media general de 18 puntos, éxito. Pero inferior a la antecesora Verdades Secretas que alcanzó media de 20 puntos. Su último capítulo alcanzó 22 puntos, Verdades Secretas había dato 27 puntos en la misma ocasión. Su récord es de 28 puntos, alcanzados en 1 de agosto de 2016. 
Colombia a través del canal Señal Colombia estrenó esta novela en el horario de las 10 p. m. en agosto de 2021.
- Datos: Q23468074